# Aeropuerto de Alguer-Fertilia

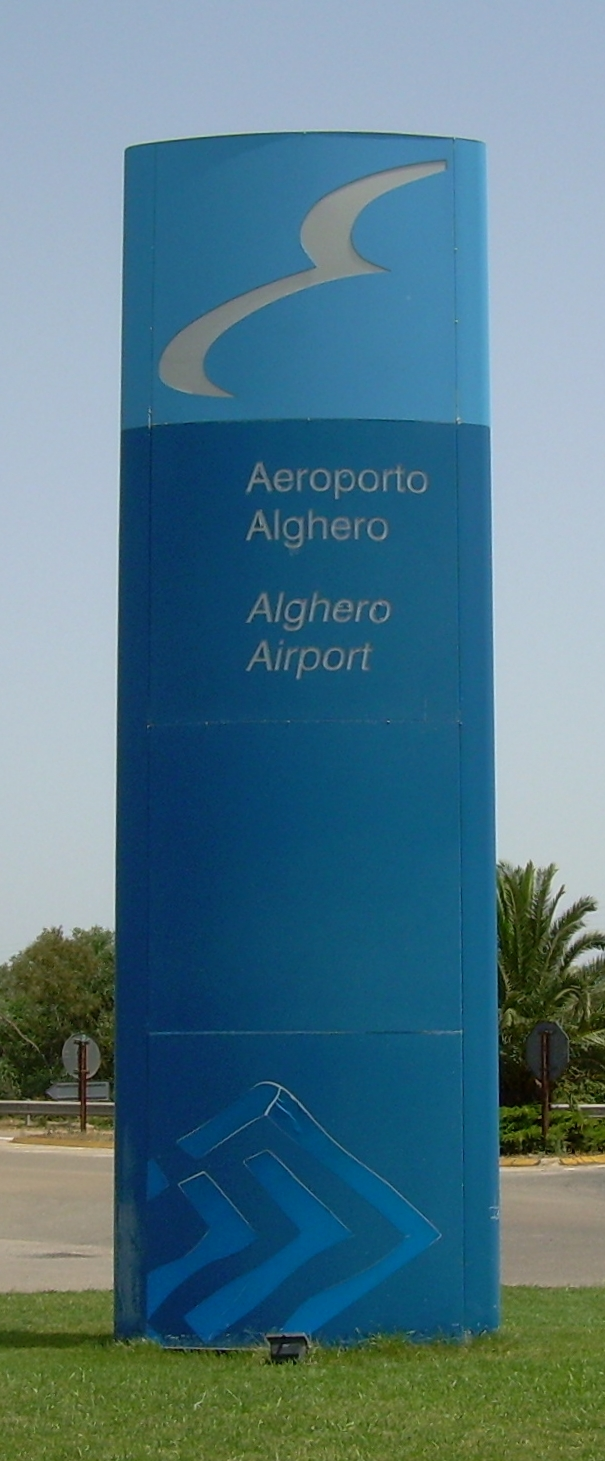

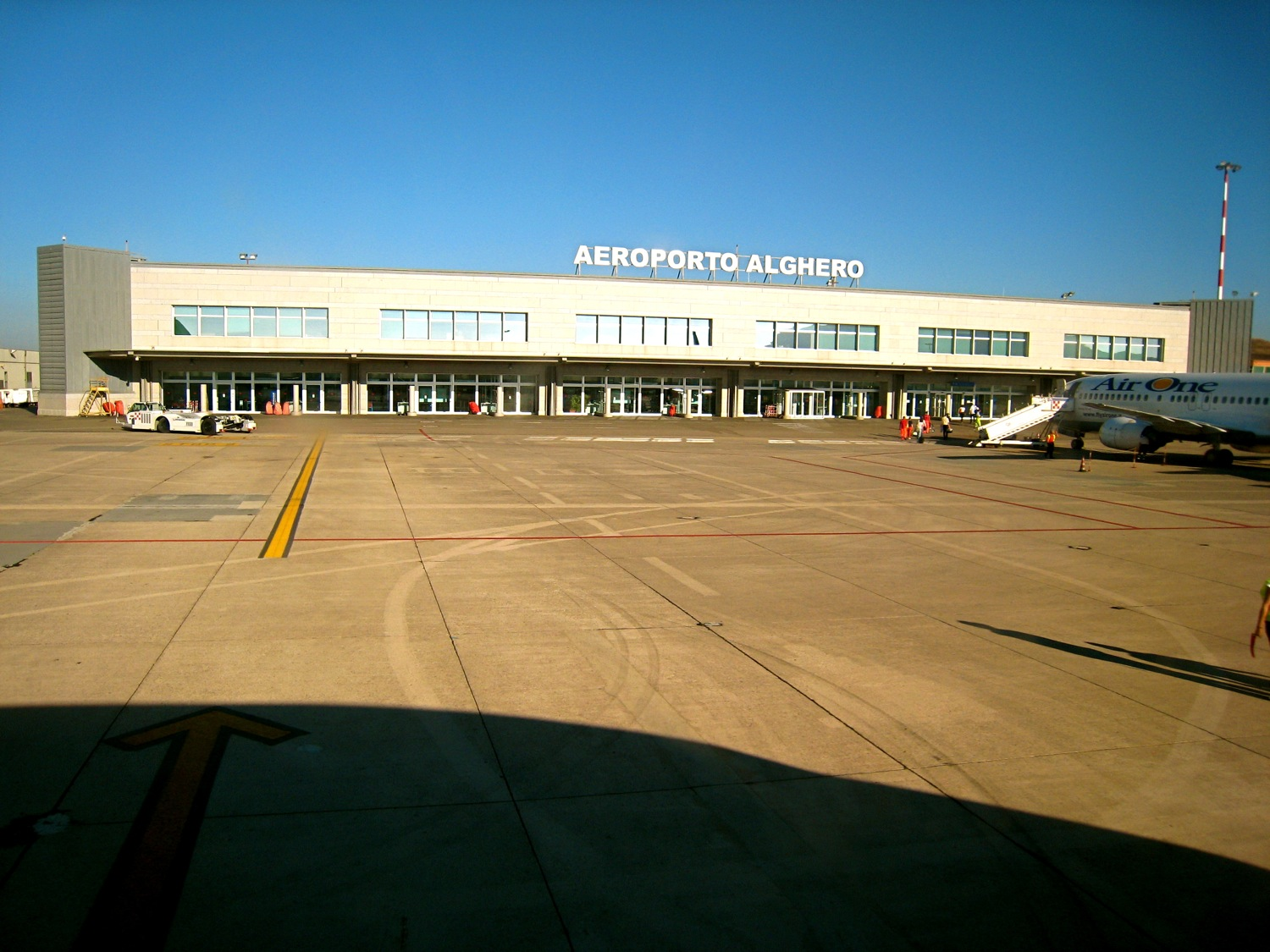

El Aeropuerto de Fertilia o Aeropuerto de Alguer (IATA: AHO, OACI: LIEA) se encuentra a 4,3 km al noroeste de la ciudad de Alguer, al norte de Cerdeña, Italia. Recibe su nombre de la villa cercana de Fertilia. Es uno de los tres principales aeropuertos de la isla de Cerdeña, los otros están en Olbia en el noreste, y cerca de Cagliari en el sur.
Los vuelos de cabotaje desde nueve aeropuertos italianos proporcionaron 600.000 pasajeros anuales entre los años 2000 a 2004, mientras que las quince conexiones semanales supusieron un elevado incremento del tráfico de pasajeros pasando de 100.000 en 2000 a 400.000 en 2004, hasta alcanzar cerca de un millón anual.
El aeropuerto está gestionado por SOGEAAL (Società di Gestione Aeroporto Di Alghero).

## Aerolíneas y destinos
| Aerolíneas   | Destinos |
| ------------ | --- |
| AeroItalia   | Estacional: Forlì |
| Air Europa   | Estacional: Madrid |
| Air Mountain | Estacional: Sion |
| easyJet      | Milán–Malpensa Estacional: Ginebra |
| ITA Airways  | Milán–Linate, Roma–Fiumicino Estacional: Génova |
| Ryanair      | Bari, Bérgamo, Bolonia, Burdeos, Charleroi, Katowice, Madrid, Milán–Malpensa, Nápoles , Pisa, Treviso (finaliza 25 de marzo de 2023), Venecia Estacional: Barcelona, Billund, Budapest, Bratislava, Catania, Cork, Dublín, Londres–Stansted, Memmingen, Palermo, Pescara |
| Volotea      | Estacional: Turín, Verona |
| Wizz Air     | Estacional: Bucharest, Budapest |

## Estadísticas
Ver fuente y consulta Wikidata.